# Enodia creola
Espèce
Synonymes
- Debis creola Skinner, 1897[2]
- Lethe creola (Skinner, 1897)[3]

Enodia creola est une espèce de lépidoptères (papillons) de la famille des Nymphalidae et de la sous-famille des Satyrinae.

## Systématique
L'espèce Enodia creola a été initialement décrite en 1897 par Henry T. Skinner (d) sous le protonyme de Debis creola,.
L’ITIS nomme cette espèce Lethe creola et considère le taxon Enodia creola invalide. 

## Noms vernaculaires
Enodia creola se nomme Creole Pearly-eye en anglais.

## Description
Ce papillon, dont l'envergure est d'environ 65 mm, présente des ailes légèrement festonnées avec un dessus de couleur beige foncé orné d'une large bande submarginale de gros ocelles aveugles marron foncé cerclés d'une ligne claire.
Le revers présente une ligne submarginale de gros ocelles pupillés d'un petit point blanc.

### Chenille
La chenille est verte jaunâtre.

## Biologie

### Période de vol et hivernation
Il hiverne au stade de chenille.
L'imago vole en Caroline du Nord en deux générations d'avril à juin puis de juillet à septembre, plus au sud il vole en trois générations entre avril et septembre.

### Plantes hôtes
La plante hôte de sa chenille est  Arundinaria tecta.

## Écologie et distribution
Il est présent en Amérique du Nord dans le sud-est des États-Unis de l'est de l'Oklahoma et du Texas à la côte atlantique, Caroline du Nord, Caroline du Sud et Géorgie,.

### Biotope
Il réside dans les zones boisées où pousse sa plante hôte.

### Protection
Leur protection nécessite la protection de leur habitat, les forêts humides où pousse la plante hôte.

## Publication originale
- (en) Henry Skinner, « A new species of Debis », Entomological news, and proceedings of the Entomological Section of the Academy of Natural Sciences of Philadelphia, Philadelphie, Inconnu, vol. 8, no 10,‎ décembre 1897, p. 236 (OCLC 1568007, lire en ligne).